# Eupaxia
Eupaxia is een geslacht van mosdiertjes uit de  familie van de Candidae. De wetenschappelijke naam ervan is in 1932 voor het eerst geldig gepubliceerd door Hasenbank.

## Soort
- Eupaxia incarnata Hasenbank, 1932
- Eupaxia quadrata (Busk, 1884)